# 아르벤 바이락타라이

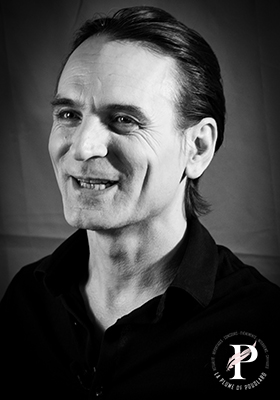

아르벤 바이락타라이(Arben Bajraktaraj, 1973년 11월 28일 ~ )는 프랑스의 배우, 영화배우이다.

## 영화
- 어 쉘터 어몽 더 클라우즈 (2018년)
- 발코니 (2013년)
- 라 만테 를리지외즈  (2012년)
- 투 리뎀프션 (2012년)
- 눈물을 거부한 여인 (2012년)
- 사라의 열쇠 (2010년) - M. 스타진스키 역
- 해리 포터와 죽음의 성물 - 1부 (2010년)
- 테이큰 (2008년)
- 해리 포터와 불사조 기사단 (2007년)
- 마하 2.6 - 풀 스피드 (2005년)
- 그로윙 아이스 (2002년)
- 섹스 앤 섹슈얼리티 (2000년)